# Diószeghy-ház (Miskolc, Erzsébet tér)
A Diószeghy-ház Miskolc Belvárosában az Erzsébet tér 5. szám alatt áll. Bal oldali szomszédja az Akadémiai Bizottság palotája.

## Története
A Pap-malom helyén egy leendő tér tudatos kialakítása 1891-ben kezdődött. A malomárok és a malom helyének betömése után közel egy időben kezdték építeni az Erzsébet fürdőt és Diószeghy György főjegyző egyemeletes lakóházát. Az épület határait rosszul mérték ki, így a térre néző főhomlokzat ferde, eltért a szabályozási vonaltól. Ezt úgy igyekeztek eltüntetni, hogy jelentősen feltöltötték a tér épület előtti részét. Ma a Borsod-Abaúj-Zemplén Vármegyei Ügyvédi Kamarának ad helyet az épület, és számos ügyvédi iroda is van benne.

## Leírása
A kilenc axisú, az emeleten 4+2+4, a földszinten 4+kapu+4 tengelyes épület klasszicizáló eklektikus stílusú. A ház térre néző homlokzatát a földszinten és az emeleten is egyenes záródású ablakok törik át. Ez csak a középrizaliton változik meg, a földszint kosáríves, kőkeretes kapujával és az emeleti ikerablakkal. Az épület széleit kváderezés emeli ki. A klinkertégla homlokzat fehérre meszelt kőkeretes ablakai az emeleten és a földszinten is egyenes szemöldökdísszel rendelkeznek. A különbség csak annyi, hogy az emeletiek szemöldökdíszeit kétoldalt konzolok középen trapézdísz támasztja alá, felettük fehéren „hagyott” tükrökkel. A középrizalit ablaka háromszögű nyitott tetejű timpanonnal díszített. A tetőtérben, a rizalit teljes szélességében megjelenő ikerablakos oromzatot is hasonló dísz koronázza. 
Az épület kissé rossz állapotban található.

## Képek

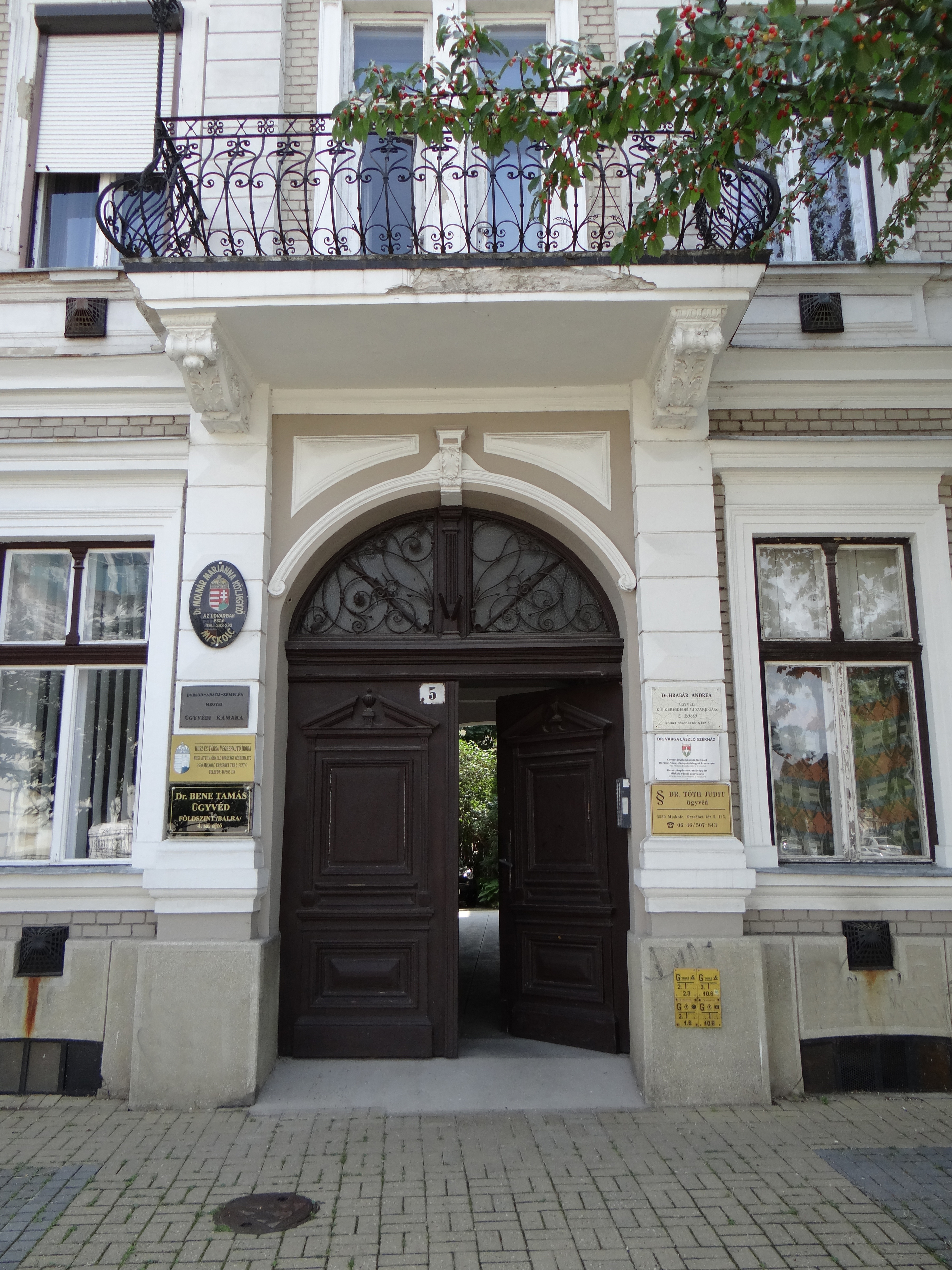
Az épület bejárata
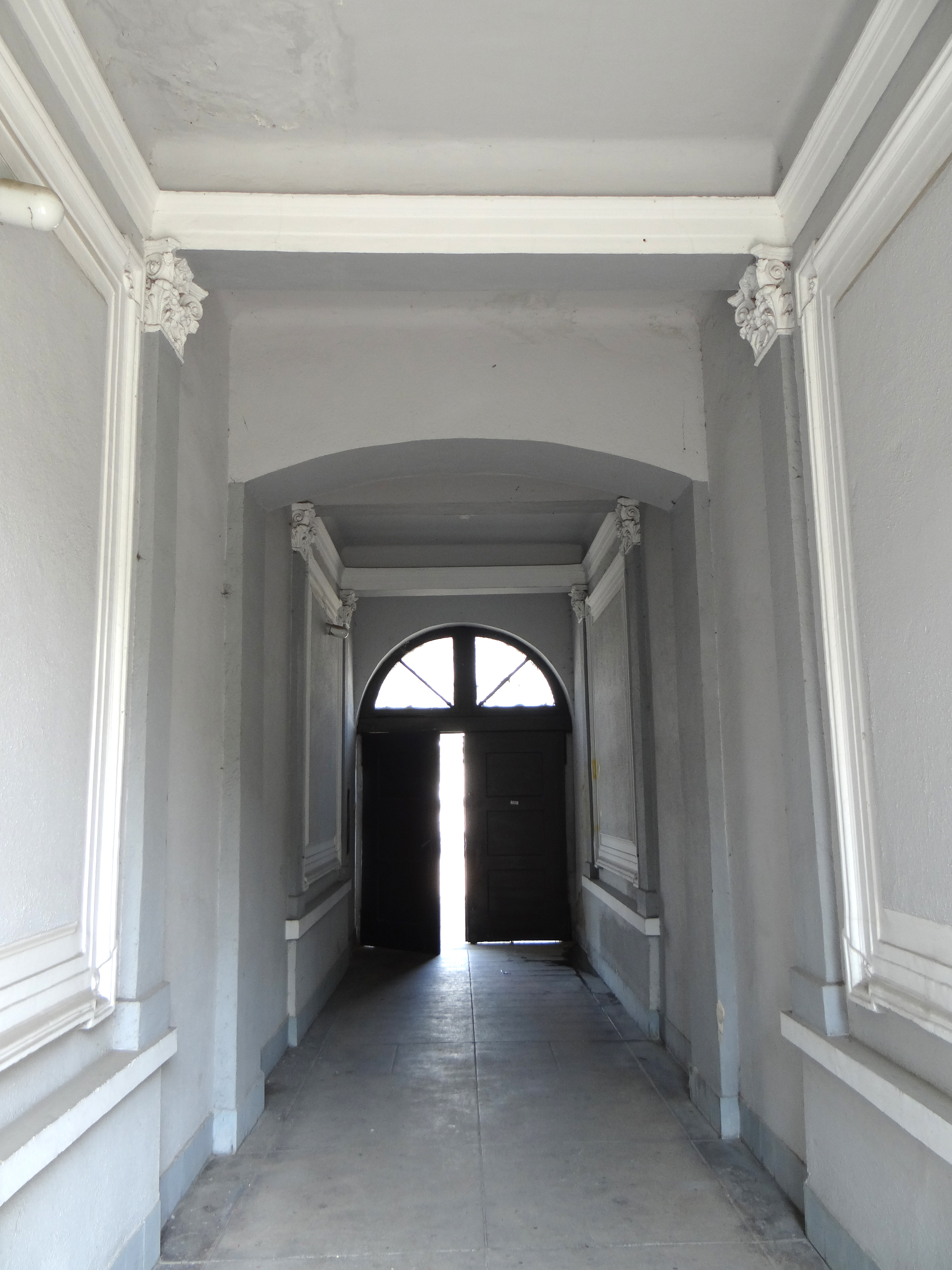
Kapualj
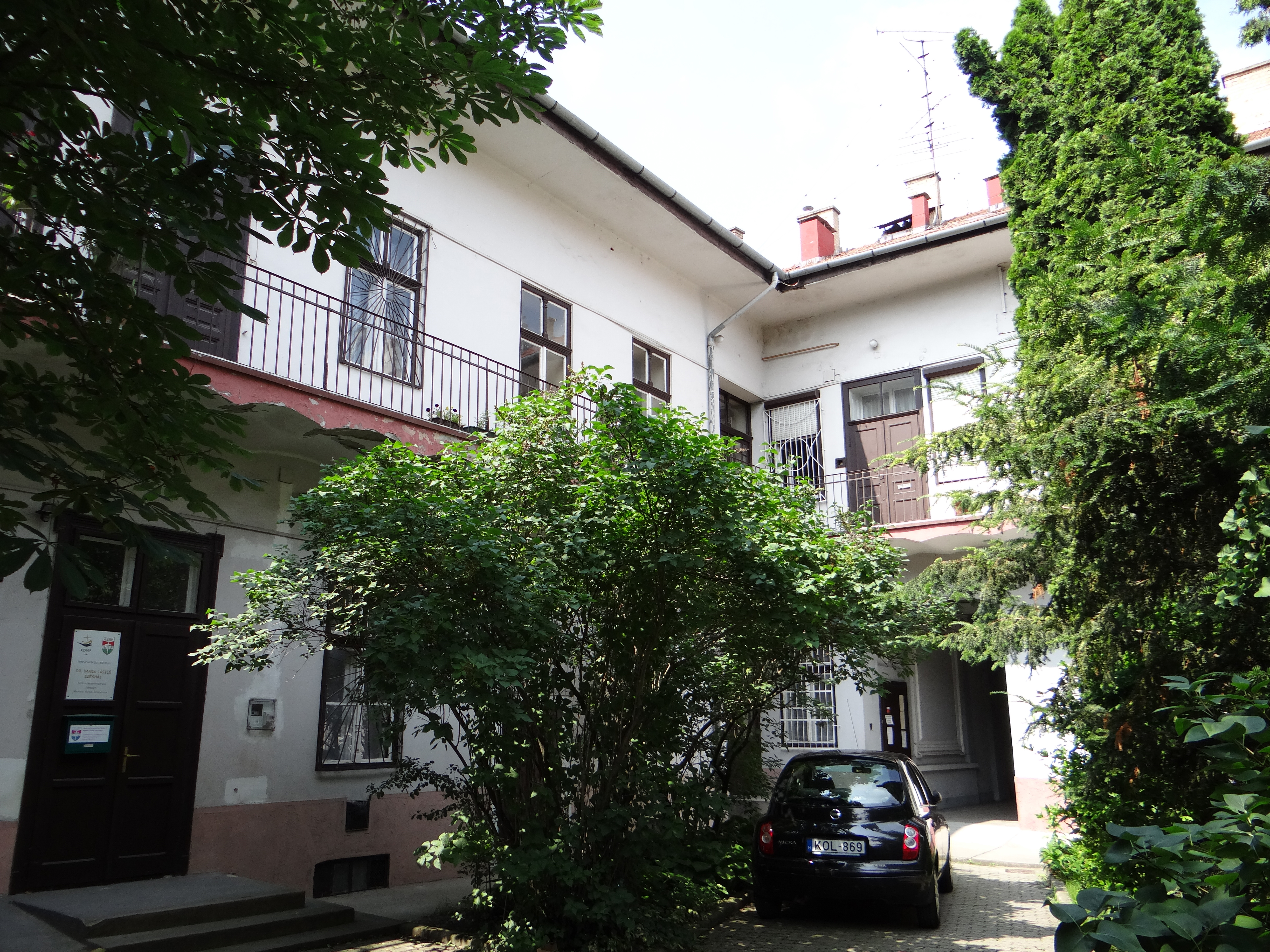
Udvari rész